# Fellini (film)
Pour les articles homonymes, voir Fellini (homonymie).
Pour plus de détails, voir Fiche technique et Distribution.
Fellini est un documentaire belge en quatre parties réalisé par André Delvaux entre 1960 et 1962 pour la 
télévision belge.

## Synopsis
Ce documentaire en quatre parties est le résultat de plusieurs rencontres avec Federico Fellini. Réalisé par le réalisateur belge André Delvaux à partir d'entretiens conduits par Dominique Delouche, ancien assistant du maestro. Fellini s'y raconte de long en large, depuis les années d'enfance et de jeunesse à Rimini jusqu’à l'accueil sulfureux de La dolce vita, en passant par sa montée sur Rome, ses premiers pas dans le cinéma, l'influence de Roberto Rossellini.

## Fiche technique
- Réalisation : André Delvaux, Dominique Delouche (non crédité)[réf. nécessaire]
- Entretiens menés par Dominique Delouche[1],[2]
- Photographie : Willy Kurant[3]
- Montage : André Delvaux[2]
- Sociétés de production : Radiodiffusion-télévision belge (RTB) et Cinémathèque royale de Belgique
- Distribution en DVD : Carlotta Films
- Restauration : Fonds Myriam Garfunkel[4]
- Pays d'origine :  Belgique
- Format : noir et blanc - 1,33:1 - 16 mm - son mono
- Durée :
  - 179 minutes (original)[2]
  - 132 minutes (DVD)[2],[5],[6]
- Date de sortie en DVD : France : novembre 2009

## Personnalités interviewées
- Federico Fellini
- Pier Paolo Pasolini
- Giulietta Masina
- Cesare Zavattini
- Marcello Mastroianni
- Alberto Moravia
- Tullio Pinelli
- Yvonne Furneaux
- Aldo Cateozzo
- Pietro Gherardi
- Otello Martelli
- Amedeo Nazzari

## Autour du film

### Titre des quatre parties
1. Son enfance, ses débuts
2. Ses premiers films
3. Ses films avec Giulietta Masina
4. La dolce vita et le néoréalisme

### Paternité de l’œuvre
- Si vous ne connaissez pas le sujet, laissez ce bandeau (vous pouvez alors contacter les auteurs).
- Si vous supprimez le contenu mis en cause (vous pouvez préalablement contacter les auteurs),

argumentez précisément cette suppression dans la page de discussion
(un manque de référence n'est pas un argument ; une recherche réelle de référence doit avoir été effectuée, être formellement documentée).
La paternité de l’œuvre est remise en question par le réalisateur Dominique Delouche, assistant de Fellini pour Il Bidone, Les Nuits de Cabiria et La dolce vita. Selon Delouche, c'est Fellini lui-même qui l'a choisi et la RTB l'a alors embauché. Le tournage s'est effectué à Rome et ni Fellini ni Delouche n'ont rencontré celui qui sera finalement crédité comme réalisateur, André Delvaux. Non qu'il n'ait rien à voir avec l’œuvre, il en est le monteur (et sa femme Denise a fait office de directrice de la production) mais pas le metteur en scène. La raison qu'on a donnée au réalisateur frustré : on lui a substitué le nom de Delvaux pour donner un caractère national belge à cette production de la RTB.

### Revue de presse
- « DVD. Fellini », Jeune Cinéma no 375-376, Association des Amis de Jeune Cinéma, Montreuil, septembre 2016, p. 83,  (ISSN 0758-4202).